# Olympische Sommerspiele 1992/Teilnehmer (Mali)
| Gelbes Symbol für Goldmedaillen mit stilisierten Olympischen Ringen | Graues Symbol für Silbermedaillen mit stilisierten Olympischen Ringen | Braundes Symbol für Bronzemedaillen mit stilisierten Olympischen Ringen |
| ------------------------------------------------------------------- | --------------------------------------------------------------------- | ----------------------------------------------------------------------- |
| —                                                                   | —                                                                     | —                                                                       |

Mali nahm an den Olympischen Sommerspielen 1992 in Barcelona, Spanien, mit einer Delegation von fünf Sportlern (drei Männer und zwei Frauen) an sechs Wettkämpfen in zwei Sportarten teil. Medaillen konnten keine gewonnen werden. Es war die siebte Teilnahme an Olympischen Sommerspielen für das Land. 

## Teilnehmer nach Sportarten

### Judo
Männer
- Mamadou Coulibaly
  - Halbleichtgewicht

Rang 36

- Abdul Kader Dabo
  - Halbmittelgewicht

Rang 22

### Leichtathletik
Damen
- Fanta Dao
  - 400 Meter Lauf

Runde eins: ausgeschieden in Lauf eins (Rang sieben), 1:01,97 Minuten

- Manda Kanouté
  - 200 Meter Lauf

Runde eins: ausgeschieden in Lauf fünf (Rang sechs), 26,03 Sekunden

Männer
- Ousmane Diarra
  - 100 Meter Lauf

Runde eins: ausgeschieden in Lauf zehn (Rang sieben), 10,87 Sekunden
  - 200 Meter Lauf

Runde eins: ausgeschieden in Lauf zehn (Rang vier), 21,73 Sekunden